# Angrivarierwall
Der sogenannte Angrivarierwall wurde im Zusammenhang mit dem Feldzug des Germanicus 16 n. Chr. durch Tacitus (Annalen II, 19–21) erwähnt, als es zu der Schlacht am Angrivarierwall kam. Hier lieferten sich die Legionen des Germanicus und das Heer des Arminius ihre letzte kriegerische Auseinandersetzung.

Die betreffende Textstelle in den Annalen (II, 19) lautet:

„Zuletzt suchten sie sich einen Kampfplatz aus, der vom Fluss und Wald umschlossen war und in dem sich eine schmale sumpfige Fläche befand. Auch um das Waldgebiet zog sich ein tiefer Sumpf, nur eine Seite hatten die Angrivarier durch einen breiten Damm erhöht, der die Grenzlinie zu den Cheruskern bilden sollte.“

Über den Zweck dieses Bauwerkes gibt es heute widersprüchliche Ansichten. Es wird vermutet, dass es sich hierbei um eine frühgeschichtliche Grenzbefestigung zwischen Angrivariern und Cheruskern handelte. Ähnliche Bauwerke aus dieser Zeit gibt es in Dänemark, zum Beispiel den Olgerdige (31 n. Chr.). Es wäre auch denkbar, dass der Angrivarierwall einzig in Verbindung mit dem Feldzug des Germanicus errichtet wurde, um innerhalb der Taktik des Arminius eine strategische Funktion zu erfüllen.

## Forschung
Da Lage und Gestaltung des Angrivarierwalles bis heute nicht als geklärt gelten können, muss sich die Geschichte des Walles auf seine Forschungsgeschichte beschränken. Vor allem im 19. Jahrhundert bis in die 1960er Jahre hinein wurden zahllose Vorschläge zur Lokalisierung des Angrivarierwalls formuliert, zum Beispiel von Paul Höfer (1885), Friedrich Knoke (1887), Otto Dahm (1902), Carl Schuchhardt u. a. (1926), Otto Kramer (1930), Wolfgang Jungandreas (1944), Erich Koestermann (1957) oder Johannes Norkus (1963). Dabei wurden meist Lage und Topographie eines bestimmten Ortes der taciteischen Beschreibung gegenübergestellt. Aus tatsächlichen oder postulierten Gemeinsamkeiten wurde zu erweisen versucht, dass der Wall an der beschriebenen Stelle und nirgendwo anders zu verorten ist.
Die moderne historische Forschung enthält sich weitgehend solcher Versuche. Wichtige Beiträge zu den Germanicusfeldzügen verfassten Dieter Timpe (1967; 1968) oder Reinhard Wolters (2000; 2008), allerdings ohne sich näher mit dem Angrivarierwall zu beschäftigen, geschweige denn sich auf eine Lokalisierung festzulegen.
Als ernsthaftester Lokalisierungsversuch gilt die archäologische Verortung bei Leese durch Schuchhardt aus dem Jahr 1926. Diese Lokalisierung hat sich nicht zuletzt durch die Autorität des Autors als sehr wirkungsmächtig in der historischen Forschung erwiesen. In den letzten Jahren haben sich wieder vermehrt Hobbyforscher auf die Suche begeben, vielleicht auch bedingt durch das gesteigerte öffentliche Interesse am römisch-germanischen Themenkreis nach der Entdeckung des Schlachtfeldes von Kalkriese und im Zuge des Jubiläums der Varusschlacht im Jahr 2009. Methodisch knüpfen sie dabei im Wesentlichen an die Versuche früherer Jahre an. Der Fundort Kalkriese spielt für die Angrivarierwallverortung seitens der etablierten historischen Forschung keine Rolle.